# Skrajna Rzeżuchowa Turnia
Skrajna Rzeżuchowa Turnia, Skrajna Gajnista Turnia (słow. Predná žeruchová veža, Východná žeruchová veža, niem. Östlicher Kressenturm, Östlicher Gemsenturm, węg. Keleti-Zerge-torony) – turnia w słowackiej części Tatr Wysokich, położona w środkowym fragmencie Koziej Grani – południowo-wschodniej grani Jagnięcego Szczytu. Od Zadniej Rzeżuchowej Turni na zachodzie oddziela ją Skrajna Rzeżuchowa Przełączka, natomiast od Zadniej Rzeżuchowej Kopy na północnym wschodzie jest oddzielona Zadnim Rzeżuchowym Przechodem. Jest to ostatnia ku wschodowi z wybitniejszych turni w Koziej Grani – dalej obniża się ona znacznie.

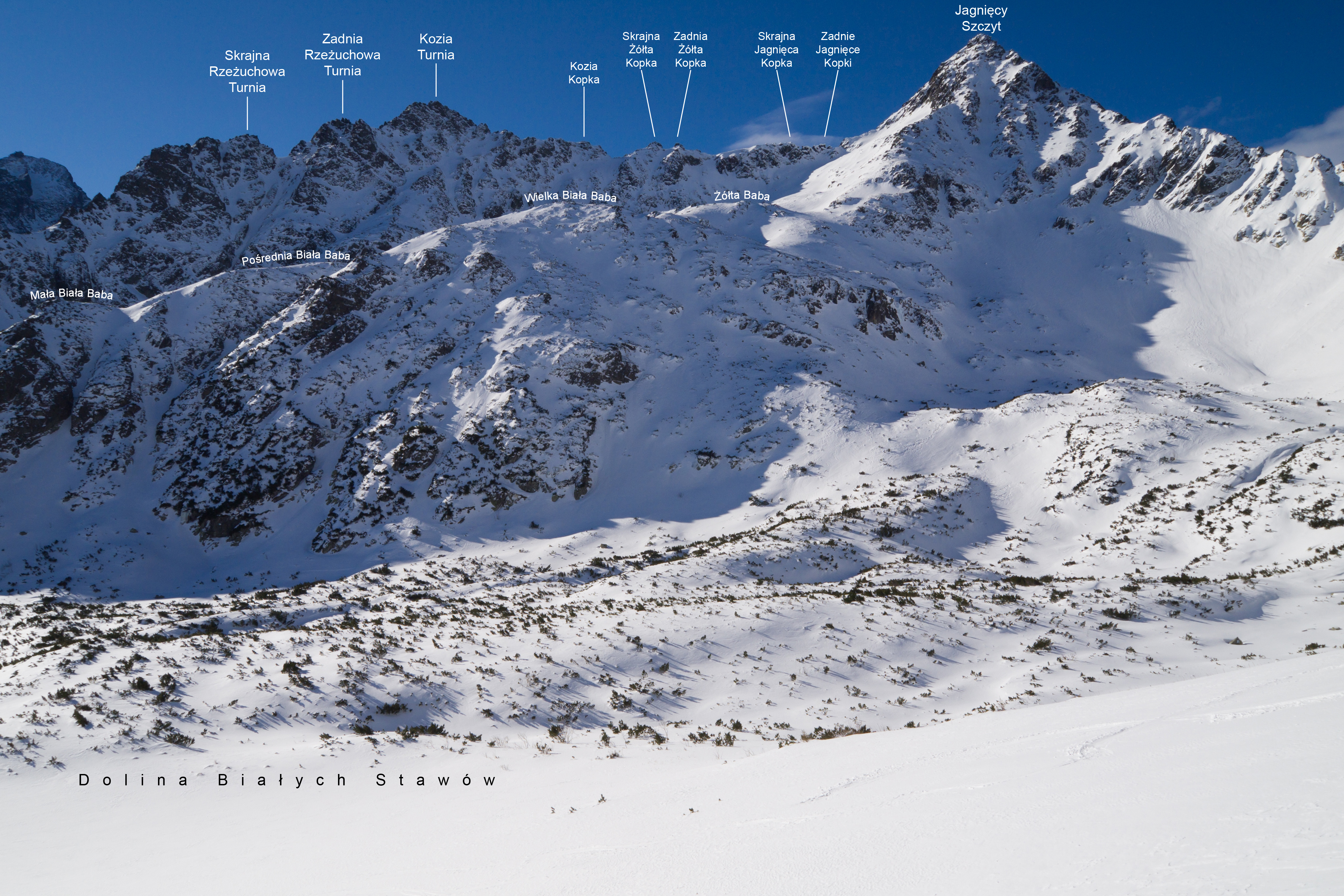
Skrajna Rzeżuchowa Turnia wśród podpisanych obiektów

Stoki północne opadają z turni do Doliny Białych Stawów, południowe i południowo-wschodnie – do Doliny Jagnięcej i Doliny Zielonej Kieżmarskiej. Urwiska od strony Doliny Białych Stawów składają się z dwóch ścian: północnej i północno-wschodniej. Ściana północna ma ok. 200 m wysokości i jest niezbyt stroma. Wznosi się ona ponad żlebem opadającym na północny wschód spod Skrajnej Rzeżuchowej Przełączki. Podobną wysokość ma ściana północno-wschodnia, wyrastająca ponad Niżnią Rzeżuchową Kotliną i sięgająca po małą turniczkę we wschodniej grani Skrajnej Rzeżuchowej Turni. Do Doliny Zielonej Kieżmarskiej zbiega południowo-wschodnie żebro Skrajnej Rzeżuchowej Turni. Po jego lewej stronie znajduje się wybitna depresja, po prawej żleb. Południowa ściana ma ok. 200 m wysokości i opada w stronę ściany stawiarskiej, którą Dolina Jagnięca schodzi do Doliny Zielonej Kieżmarskiej. Tkwią w niej trzy filary przedzielone żlebami.
Na Skrajną Rzeżuchową Turnię, podobnie jak na inne obiekty w Koziej Grani, nie prowadzą żadne znakowane szlaki turystyczne. Najdogodniejsze drogi dla taterników wiodą na szczyt granią z sąsiednich przełęczy. Trudniejsze drogi poprowadzono w ścianie północno-wschodniej (drogi Stanisławskiego o trudności II w skali UIAA, Puškáša III–IV, Żuławskiego III) i południowej (Hajdukiewicza V, inne o trudnościach III–V). Południowo-wschodnim żlebem wiedzie droga Heftyego (I).
Pierwsze wejścia:
- letnie – Gyula Hefty, 2 sierpnia 1908 r.,
- zimowe – František Kele junior i Arno Puškáš, 12 lutego 1952 r.[2]

Nazwy Rzeżuchowych Turni i Rzeżuchowych Przełączek pochodzą od Rzeżuchowych Stawków (Niżniego i Wyżniego), nad którymi obficie rośnie rzeżucha gorzka. Z kolei nazwa Gajniste Turnie została utworzona dowolnie od Gajnego Wierchu w pobliżu Tatrzańskiej Łomnicy.